# Nazionale maschile di pallacanestro della Mongolia
La nazionale di pallacanestro della Mongolia (Монголын улсын сагсан бөмбөгийн шигшээ баг) è la rappresentativa cestistica della Mongolia ed è posta sotto l'egida della Federazione cestistica della Mongolia.

## Piazzamenti

### Giochi asiatici
- 2002 - 12°
- 2006 - 13°
- 2010 - 9°
- 2014 - 8°
- 2018 - 9°

## Formazioni

### Giochi asiatici
Pallacanestro ai XVIII Giochi asiatici1 Bat-Erdene, 4 Otgonbaatar, 5 Ariunbold, 7 Ochbadrakh, 8 Battulga, 9 Tungalag, 10 Battuvshin, 11 Davaadorj, 15 Purevjav, 19 Narangerel, 23 Ochirbat, 33 Otgonbayar,        All. Sedbazar Shinen

## Nazionali giovanili
- Nazionale Under-18
- Nazionale Under-16